# Carmen García Colmenares
Carmen García Colmenares (Pino de Viduerna, Palencia, 24 de abril de 1952) es doctora en psicología, pedagoga e investigadora española. Especialista en pedagogía y género ha destacado especialmente por sus trabajos sobre el análisis del androcentrismo en la educación y la recuperación histórica de las primeras psicólogas españolas y las maestras republicanas. 

## Trayectoria
Se formó en la Facultad de Filosofía y Letras de la Universidad de Valladolid (1970-1973) y completó su formación con tres años de Psicología en la Universidad Complutense de Madrid, especializándose en psicología clínica. En esa misma universidad realizó su trabajo fin de grado.
En 1993 defendió su Tesis Doctoral en la Universidad de Salamanca, siendo ya profesora titular de universidad. De 1978 a septiembre de 2012 (fecha de su jubilación) fue profesora de psicología evolutiva y de la Educación en la Escuela Universitaria de Educación de Palencia.
Coordinó un proyecto TENET desde 1988 hasta 1991 (Teacher Education in Network), pionero en el Estado español por tratar la información inicial del profesorado desde una perspectiva de género. Esto le llevó a conocer experiencias de otros países y le permitió conocer a grupos europeos de docentes organizados dentro de la Association Teacher Education in Europe (ATEE) que trabajaban en sus aulas desde una perspectiva de género. 
En 1991 fue cofundadora y responsable del Seminario Universitario de Educación No Sexista de la Universidad de Valladolid, grupo pionero en España en la Formación del Profesorado con Perspectiva de Género.
En el año 2000 fue miembro fundadora de la Cátedra de Estudios de Género de la Universidad de Valladolid y ha coordinado durante varios años el Postgrado Agentes de Igualdad de Oportunidades entre hombres y mujeres.
Actualmente es vicepresidenta de la Asociación Mujeres, Memoria y Justicia. Centro para la investigación para los crímenes de género durante el franquismo.

## Maestras de la República
García Colmenares está considerada una de las más destacadas investigadoras de las maestras de la República española. Ha investigado durante años la recuperación de las maestras españolas, especialmente aquellas que, durante el periodo de la guerra civil y desde la retaguardia republicana, intentaron paliar el trauma de la guerra en la infancia: "conozco con nombres propios la brutal represión que se ejerció con las docentes tanto a nivel estatal como local". "Lo que más me mueve es el derecho a la memoria y al reconocimiento de un importa grupo, sobre todo de maestras, que durante el periodo de la guerra civil, y desde la retaguardia republicana intentaron paliar el trauma de la guerra en la infancia".
Durante los años 2005 y 2006 realizó un proyecto en el cual estudió la figura, hasta entonces poco conocida de Regina Lago, una psicóloga designada por el Ministerio de Instrucción Pública como organizadora pedagógica de las colonias escolares, que difundió más tarde durante su exilio en México las corrientes pedagógicas de la Escuela Nueva en la formación de maestras y maestros de México. 
Estas colonias escolares estaban formadas por 25 niñas y niños entre cinco y doce años que eran atendidas por un director o directora docentes, por una maestra así como por enfermeras y personal auxiliar. Se calcula aproximadamente la existencia en septiembre de 1937 de 159 colonias. Perdida la guerra alguna de estas maestras se exiliaron acompañando , en muchos casos, a expediciones infantiles a países como Francia, Bélgica, México y Rusia, entre otros. Represaliadas, expulsadas de la docencia, fueron asesinadas o encarceladas como Justa Freire, mujer que se encargó de desarrollar el modelo de comunidades familiares en las colonias de El Perelló.

## Publicaciones
- Tras la imagen de mujer. Guía para enseñar a coeducar. En colaboración con Mª Teresa Alario. Instituto de la Mujer. Ministerio de Asuntos Sociales, 1992.
- El trabajo y la salud de las mujeres. En colaboración con Alicia Puleo y Mª Eugenia Carranza. Editorial  Cálamo. Concejalía de la Mujer/ Ayuntamiento de Palencia 2002.
- Educación No Sexista. Confederación Española de Padres y Madres de Alumnos (CEAPA). Ministerio de Trabajo y Asuntos Sociales. Madrid, 1995.
- Hacia una pedagoga de igualdad. .En colaboración Teresa y Carmen Alario. Editorial Amaru, Salamanca, 1998.
- Persona, Género y Educación. En colaboración con Mª Teresa .y Carmen Alario. Editorial Amaru, Salamanca, 1999.
- Las primeras psicólogas españolas. Trayectorias vitales y profesionales. Instituto Universitario de La Mujer de la Universidad de Granada, 2011.
- La Escuela de la Republica. En colaboración con Luz Martínez Ten. Editorial Catarata, Madrid, 2014.[7]